# 中国驻印度尼西亚大使列表
本列表为中华人民共和国驻印度尼西亚历任大使名录（附中華民國駐印度尼西亞歷任代表）。

## 历任中国驻印度尼西亚大使

### 附：大清国、中华民国、中华人民共和国驻爪哇、巴达维亚、雅加达总领事（1911年－1967年）
宣统三年（1911年）七月，清政府在荷属东印度首府巴达维亚设置总领事馆。此后中华民国政府、中华人民共和国政府相继设置总领事馆。1967年，印度尼西亚与中华人民共和国断交，中华人民共和国驻印尼使领馆撤馆。

### 中华人民共和国驻印度尼西亚大使（1950年－1967年）
1950年4月13日，中华人民共和国与印度尼西亚共和国建立正式外交关系。1965年九三〇事件后，两国关系恶化。1967年10月23日，印尼政府宣布关闭驻华大使馆并要求中国政府限期10月30日前关闭驻印尼大使馆。10月27日，中国发表声明与印尼断交，并于10月31日关闭驻印度尼西亚大使馆，召回使馆人员。
| 姓名   | 任命           | 任命          | 到任           | 递交国书       | 免职           | 免职          | 离任           | 外交衔级 | 外交职务     | 备注                                                  |
| 姓名   | 全国人大常委会 | 主席          | 到任           | 递交国书       | 全国人大常委会 | 主席          | 离任           | 外交衔级 | 外交职务     | 备注                                                  |
| ------ | -------------- | ------------- | -------------- | -------------- | -------------- | ------------- | -------------- | -------- | ------------ | ----------------------------------------------------- |
| 王任叔 | 1950年6月28日  | 1950年6月12日 | 1950年8月      | 1950年8月14日  | 1954年6月19日  | 1954年9月21日 | 1951年11月     | 大使     | 特命全权大使 |                                                       |
| 钟庆发 | 不適用         | 不適用        | 1951年11月     | 不適用         | 不適用         | 不適用        | 1954年11月22日 | 参赞     | 临时代办     |                                                       |
| 黄镇   | 1954年9月9日   | 1954年9月21日 | 1954年11月22日 | 1954年11月29日 | 1959年8月26日  | 1961年6月4日  | 1961年5月7日   | 大使     | 特命全权大使 |                                                       |
| 黄华   | 1959年8月26日  | 不適用        | 未到任         | 不適用         | 1960年8月15日  | 不適用        | 不適用         | 大使     | 特命全权大使 |                                                       |
| 姚仲明 | 1961年4月22日  | 1961年7月19日 | 1961年8月7日   | 1961年8月14日  | 不適用         | 不適用        | 1966年4月7日   | 大使     | 特命全权大使 |                                                       |
| 姚登山 | 不適用         | 不適用        | 1966年4月      | 不適用         | 不適用         | 不適用        | 1967年4月28日  |          | 临时代办     | 1967年4月24日印尼宣布为“不受欢迎人物”，限期29日前离境 |
| 吕子波 | 不適用         | 不適用        | 1967年4月      | 不適用         | 不適用         | 不適用        | 1967年9月      | 一等秘书 | 临时代办     | 1967年9月14日印尼宣布为“不受欢迎人物”，限期18日前离境 |
| 黄文胜 | 不適用         | 不適用        | 1967年9月      | 不適用         | 不適用         | 不適用        | 1967年10月31日 |          | 临时代办     |                                                       |

### 中华人民共和国驻印度尼西亚大使（1990年至今）
1990年8月8日，两国恢复外交关系。9月27日，中国驻印度尼西亚大使馆正式复馆。
| 姓名   | 任命           | 任命           | 到任           | 递交国书       | 免职           | 免职           | 离任           | 外交衔级 | 外交职务     | 备注     |
| 姓名   | 全国人大常委会 | 主席           | 到任           | 递交国书       | 全国人大常委会 | 主席           | 离任           | 外交衔级 | 外交职务     | 备注     |
| ------ | -------------- | -------------- | -------------- | -------------- | -------------- | -------------- | -------------- | -------- | ------------ | -------- |
| 刘新生 | 不適用         | 不適用         | 1990年9月      | 1990年9月7日   | 不適用         | 不適用         | 1990年10月     |          | 临时代办     | 筹备复馆 |
| 钱永年 | 1990年9月7日   | 1990年10月18日 | 1990年10月     | 1990年10月27日 | 1994年12月29日 | 1995年7月11日  | 1995年5月3日   | 大使     | 特命全权大使 |          |
| 周刚   | 1994年12月29日 | 1995年7月11日  | 1995年5月      | 1995年9月27日  | 1997年7月3日   | 1998年4月2日   | 1998年2月      | 大使     | 特命全权大使 |          |
| 陈士球 | 1997年7月3日   | 1998年4月2日   | 1998年3月      | 1998年4月29日  | 2001年12月29日 | 2002年6月18日  | 2002年4月      | 大使     | 特命全权大使 |          |
| 卢树民 | 2001年12月29日 | 2002年6月18日  | 2002年5月6日   | 2002年5月8日   | 2004年10月27日 | 2005年3月8日   | 2005年2月      | 大使     | 特命全权大使 |          |
| 兰立俊 | 2004年10月27日 | 2005年3月8日   | 2005年3月18日  | 2005年3月29日  | 2008年2月28日  | 2008年8月19日  | 2008年5月      | 大使     | 特命全权大使 |          |
| 章启月 | 2008年2月28日  | 2008年8月19日  | 2008年8月6日   | 2008年8月12日  | 2011年12月31日 | 2012年4月6日   | 2011年12月     | 大使     | 特命全权大使 |          |
| 刘建超 | 2011年12月31日 | 2012年4月6日   | 2012年3月7日   | 2012年3月9日   | 2014年2月27日  | 2014年6月4日   | 2014年2月      | 大使     | 特命全权大使 |          |
| 谢锋   | 2014年2月27日  | 2014年6月4日   | 2014年6月3日   | 2014年7月21日  | 2017年4月27日  | 2017年12月14日 | 2017年6月11日  | 大使     | 特命全权大使 |          |
| 肖千   | 2017年9月1日   | 2017年12月14日 | 2017年12月29日 | 2018年1月17日  | 2021年8月20日  | 2022年3月7日   | 2021年11月25日 | 大使     | 特命全权大使 |          |
| 陆慷   | 2021年8月20日  | 2022年3月7日   | 2022年2月22日  | 2022年3月2日   |                | 2024年11月26日 | 2024年5月18日  | 大使     | 特命全权大使 |          |
| 王鲁彤 |                | 2024年11月26日 | 2024年10月12日 | 2024年11月4日  | 现任           |                |                | 大使     | 特命全权大使 |          |